# Velden (Venlo)
Velden è una località olandese situata nel comune di Venlo (e un tempo nell'ex-comune di Arcen en Velden), nella provincia del Limburgo.